# Rosstjuf
Rosstjuff (Hrossþjófr)
Jätte, son till Hrímnir och en av bröderna till Gullveig.
Enligt en uppgift i Saxos danska historia skall Rosstjuf hava förutsagt Oden, att han med Rind skulle föda Balders hämnare Vale.
Dikten Vegtamskvida låter Oden rida ned i underjorden och väcka ur sin dödssömnn en där begrafven völva, som förutsäger honom detsamma. 
Det antydes, att völvan är Gullveig, Rosstjufs syster. Om diktens förutsättningar äro mytiskt riktiga, hafva gudarne efter något af de tillfällen, då de förgäfves brände Gullveig, låtit å heligt ställe i underjorden, i Mimers rike, och utanför muren kring Breidablik, dit intet ondt får komma, låtit jorda häxans lämningar för att sålunda betrygga sig mot deras återupplifvande. Vegtamskvida angifver vidare, att hennes grift där nere varit höljd med snö – detta, 
ehuru den var belägen i en ängd, dit köld och snö annars icke komma. Denna uppgift är sannolikt af mytiskt ursprung. Å den graf, som gömde »Gymers urkalla völva», har myten då låtit ett underverk inträffa af motsatt art till det, som enligt isländska medeltidssagor timat å vissa mäns grafhögar, som stodo gröna både vinter och sommar.